# FIRST Robotics Competition
FIRST Robotics Competitionとは高校生向けロボットコンテストの1つである。毎年、高校生やコーチ、メンターなどからなるそれぞれのチームが、決められた6週間の間に試合で使用するロボットを製作する。
120ポンド (54 kg)以下のロボットを製作する。製作するロボットに求められる機能は、ボールやフライングディスクをゴールに入れる、タイヤのゴムを棚の上に置く、棒にぶら下がる、平均台の上でバランスを取るなど、毎年異なる機能が求められる。これにより、毎年どのチームも新たなロボットを作る必要があり、新規に参加したチームでも、より一層平等に戦うことが可能となっている。参加チームにはロボット製作に必要な基礎パーツが製作期間の最初に配布され、製作期間中は許された予算内で専門的なパーツを購入したり作成したりすることもできる。FIRST Robotics CompetitionはFIRSTが開催しているロボットコンテストの1つで、FIRSTは他にも''FIRST'' LEGO League Jr.やFIRST LEGO League、 ''FIRST'' Tech Challenge、First Global Challengeといった年齢層ごとにターゲットを絞ったロボットコンテストを主催している。
2021年には30周年を迎え、3128のチーム、約75000人の生徒と19000人のメンターが24の国から参加した。53の地域大会、65の予選、8の地域決勝大会があり、600チームが世界大会に参加する権利を得る。加えて各大会ではチームやチームメンバーに様々な賞が授与される。

## 歴史
FIRSTは1989年に発明家で起業家のDean Kamenと、物理学者でマサチューセッツ工科大学の名誉教授Woodie Flowersの支援によって創始された。 Kamenは化学や技術に関する職に就きたいと思っている子供、特に女性やマイノリティの人々の少なさに落胆し、なにかしなければと考えた。彼は学生の熱意を集められるアクティビティを探し、科学や技術とスポーツの興奮をひとまとめに体験できるロボット競技を行うことに決めた。
KamenはFIRSTを彼自身が最も誇りに思えるものにするため、そして参加者が将来大きな技術躍進の担い手となるだろうことを予測し、案を考え始めた。最初のFIRST Robotics Competitionは1992年にニューハンプシャー州にある高校の体育館で開催された。その時の規模は今日のFIRST Robotics Competitionと比べると小さく、知識レベルなどはFIRST Tech ChallengeやVex Robotics Competitionに近かった。そのときはまだ、ロボットとロボットを操作するドライバーの間はほとんど有線通信に頼っていたが、その翌年から急速に無線化が進んでいった。

## 参加チーム数

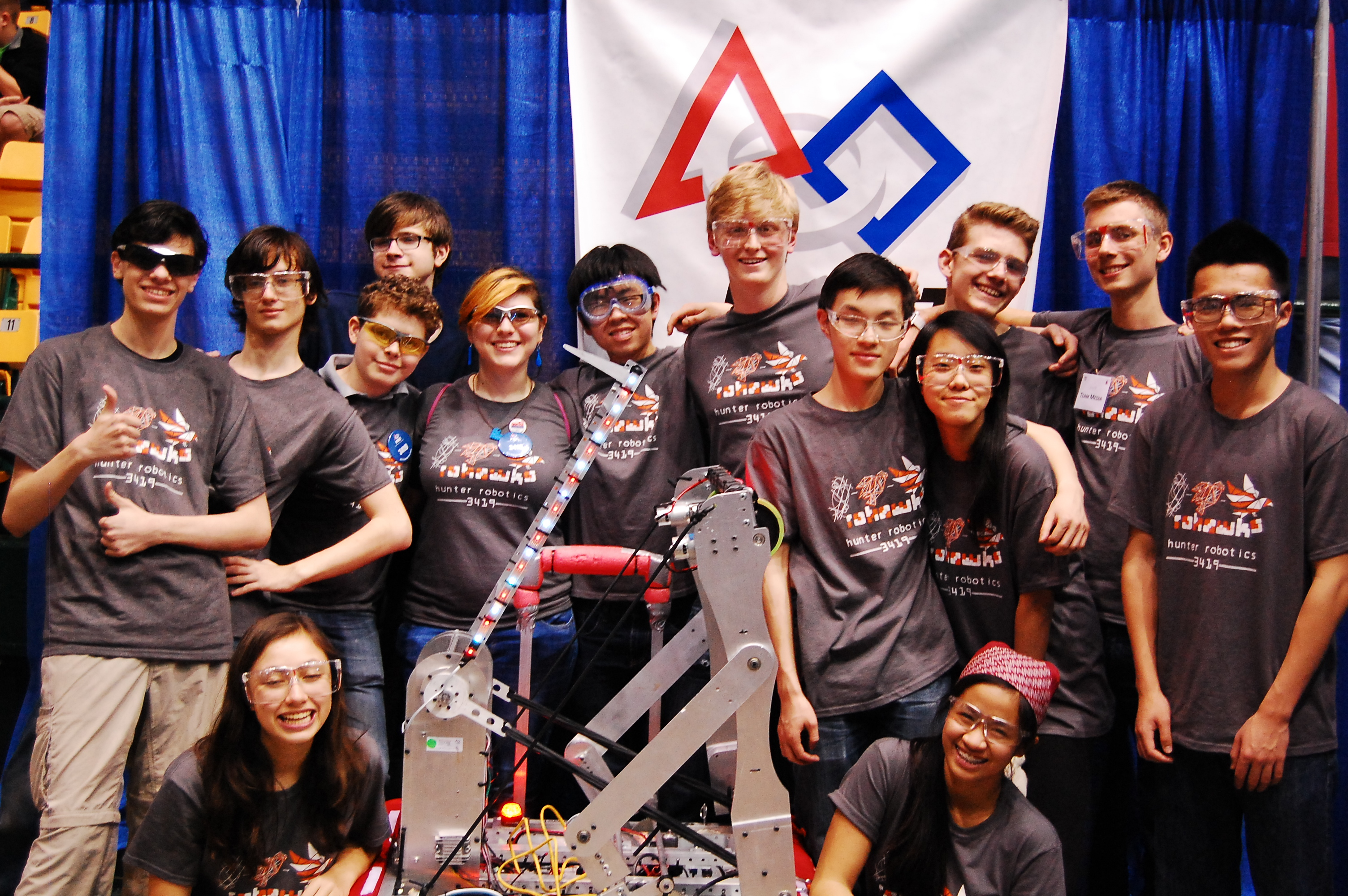
ワシントン地区大会にて、出場チームとそのロボット (Hunter College High School-3419)

現在出場チームの存在する国(2019年現在、チーム数の多い順)
- アメリカ合衆国 (3122)
- カナダ (270)
- トルコ (80)
- メキシコ (76)
- イスラエル (66)
- オーストラリア (50)
- 中国 (49)
- 台湾 (20)
- ブラジル (14)
- オランダ (4)
- ドミニカ共和国 (4)
- 日本 (7)
- イギリス (3)
- スイス (3)
- チリ (2)
- フランス (2)
- コロンビア (2)
- ニュージーランド (2)
- ドイツ (1)
- インドネシア (1)
- インド (1)
- ノルウェー (1)
- リビア (1)
- ポーランド (2)
- シンガポール (1)
- アラブ首長国連邦 (1)
- 香港 (1)
- 南アフリカ (1)
- スウェーデン (1)
- トンガ (1)
- ウクライナ (1)
- ベトナム (1)
- ベネゼエラ (1)
- ジンバブエ (1)

## FIRSTChampionship

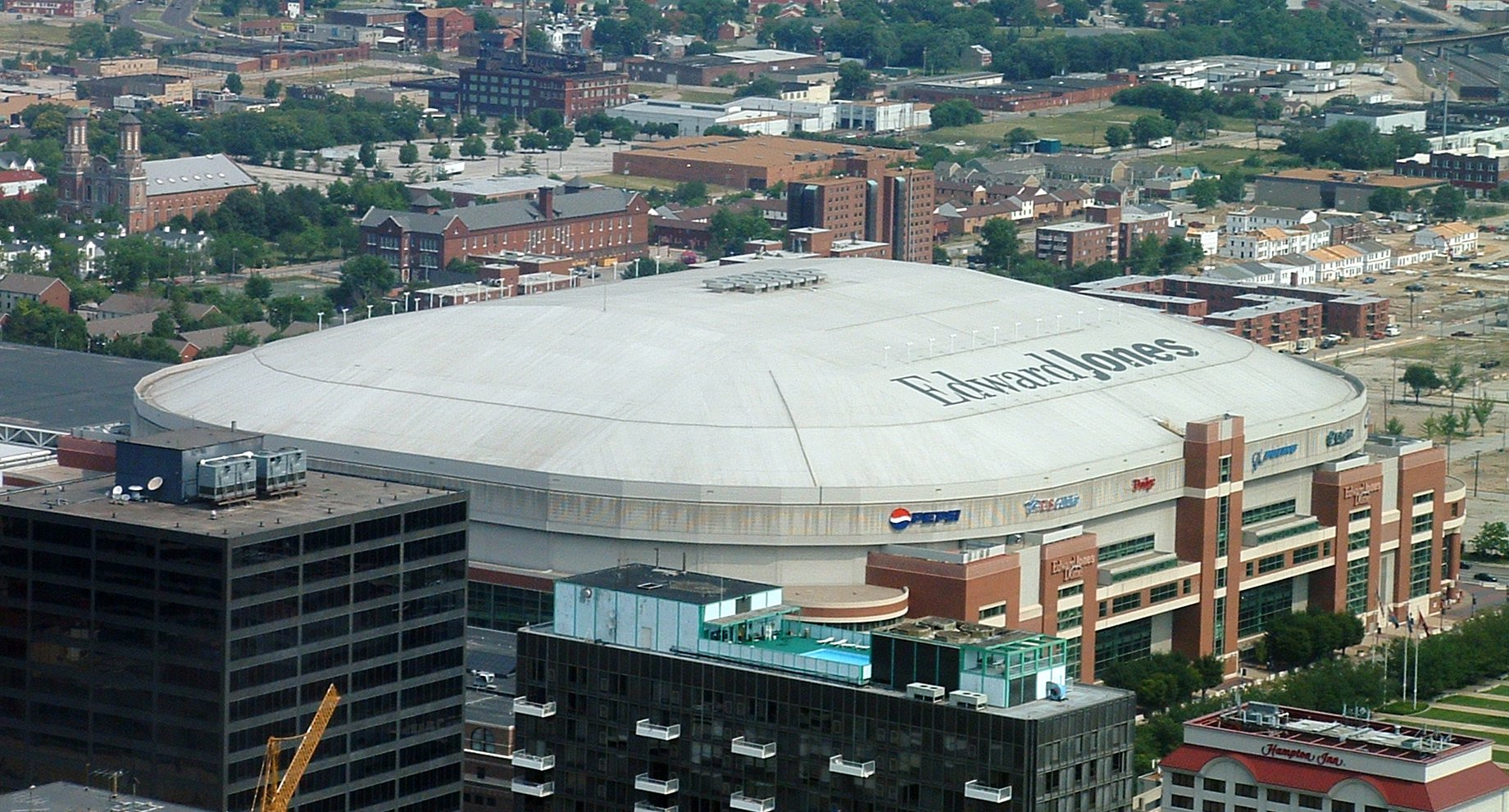
2011年から2017年までのFIRST ChampionshipはThe Dome at America's Centerで開催された

FIRST ChampionshipはFIRST Robotics Competitionの頂点に位置する決勝大会で、毎年予選大会シーズンの終わる4月下旬ごろに開催される。2015年は約600のチームが参加した。2016年5月5日、FIRSTは2017年のシーズン以降、2つのFIRST Championshipを開催することを発表した。2017年は、片方は北東のセントルイスで行い、もう一方は南西のテキサス州のヒューストンで開催される。しかし、2018年からは北西はデトロイト、南西はヒューストンで開催される。2018年の決勝大会はヒューストンでは4月18日から4月23日に、デトロイトでは4月25日から4月28日にかけて開催される予定。

## 歴代の試合
- 2019: Destination: Deep Space（英語版）
- 2018: FIRST Power Up（英語版）
- 2017: FIRST Steamworks（英語版）
- 2016: FIRST Stronghold（英語版）
- 2015: Recycle Rush（英語版）
- 2014: Aerial Assist（英語版）
- 2013: Ultimate Ascent（英語版）
- 2012: Rebound Rumble（英語版）
- 2011: Logomotion（英語版）
- 2010: Breakaway (FIRST)（英語版）
- 2009: Lunacy（英語版）
- 2008: FIRST Overdrive（英語版）
- 2007: Rack 'n Roll（英語版）
- 2006: Aim High（英語版）
- 2005: Triple Play（英語版）
- 2004: FIRST Frenzy: Raising the Bar（英語版）
- 2003: Stack Attack（英語版）
- 2002: Zone Zeal（英語版）
- 2001: Diabolical Dynamics（英語版）
- 2000: Co-Opertition FIRST（英語版）
- 1999: Double Trouble（英語版）
- 1998: Ladder Logic（英語版）
- 1997: Toroid Terror（英語版）
- 1996: Hexagon Havoc（英語版）
- 1995: Ramp 'n Roll（英語版）
- 1994: Tower Power（英語版）
- 1993: Rug Rage（英語版）
- 1992: Maize Craze（英語版）